# Gottfried Bernhardy
Gottfried Bernhardy (20 de marzo de 1800 - 14 de mayo de 1875) fue un filólogo e historiador literario alemán nacido en Landsberg an der Warthe, en la antigua región prusiana de Neumark.
Hijo de padres judíos con pocos recursos económicos, sus estudios fueron pagados por dos tíos adinerados, permitiéndole poder acceder a la escuela para niños superdotados Joachimsthalsches Gymnasium de Berlín. En 1817 ingresó en la Universidad de Berlín para estudiar filología. En la facultad tuvo el honor de poder asistir a las audiencias de Friedrich August Wolf, Philipp August Böckh y Philipp Karl Buttmann. En 1822 se doctoró en filosofía, y en 1825 se convirtió en profesor extraordinarius. En 1829 sucedió a Christian Carl Reisig como profesor ordinarius y director del seminario filológico en la Universidad de Halle. En 1844 fue nombrado bibliotecario jefe de la universidad.

## Trabajos destacados
Las obras más importantes fueron sus historias (o bocetos) de la literatura griega y romana:
- Grundriss der römischen Litteratur (5ª ed., 1872)
- Grundriss der griechischen Litteratur:
  - Volumen 1, Introducción y visión general (1836)
  - Volumen 2, Poesía griega (1845)
  - Volumen 3, Prosa en la literatura griega (nunca fue publicado)
- Eratosthenica (1822)
- Wissenschaftliche Syntax der griechischen Sprache (1829, suppts. 1854, 1862)
- Grundlinien zur Encyclopädie der Philologie (1832)
- Un gran lexicón de suda (1834-1853)
- Una edición de Kleine Schriften de F. A. Wolf (1869).